# 佩尔林
佩尔林是德国梅克伦堡-前波莫瑞州的一个市镇。总面积13.44平方公里，总人口378人，其中男性192人，女性186人（2011年12月31日），人口密度28人/平方公里。